# Wolfpassing
Wolfpassing là một đô thị thuộc huyện Scheibbs trong bang Niederösterreich, Áo.